# Risvide
Risvide (Salix arbuscula) är en växtart i släktet salix.
Den är en buskliknande växt som blir upp till 2 meter hög. Grenarna är först håriga men övergår sedan till att vara hårlösa och rödbruna. De ellipsformade bladen är vanligtvis inte längre än 1-2 cm. Ovansidan är ljusgrön, kal och glänsande medan undersidan är grågrön och mittnerven rödfärgad. Bladkanterna är naggade och bladskaftet är kort. Blommorna är gulvita och blommar på våren och försommaren. Hängefjällen har en gulaktig färg. Risvide förväxlas lätt med blekvide (Salix hastata).

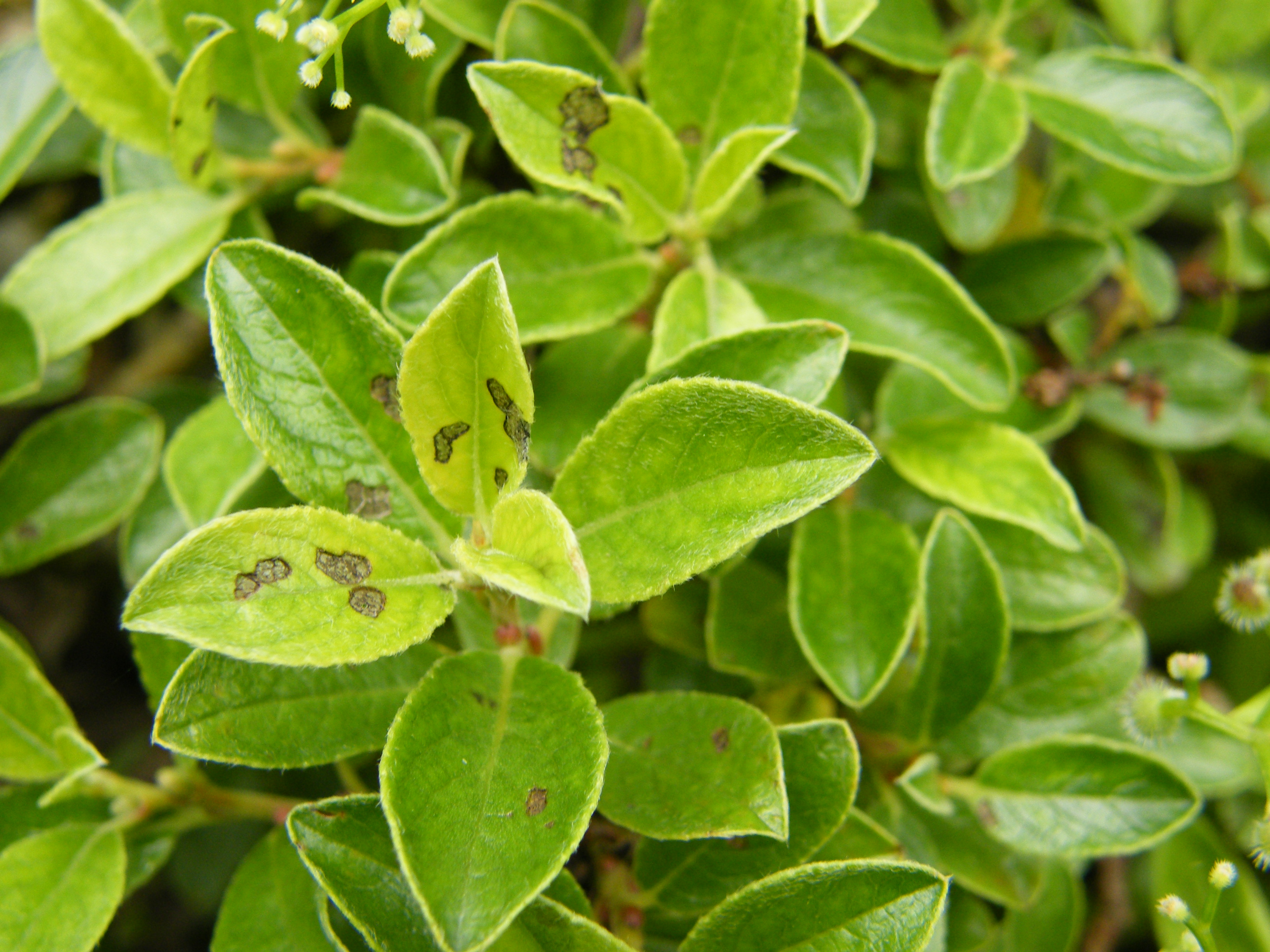
Ovansidan av bladen.

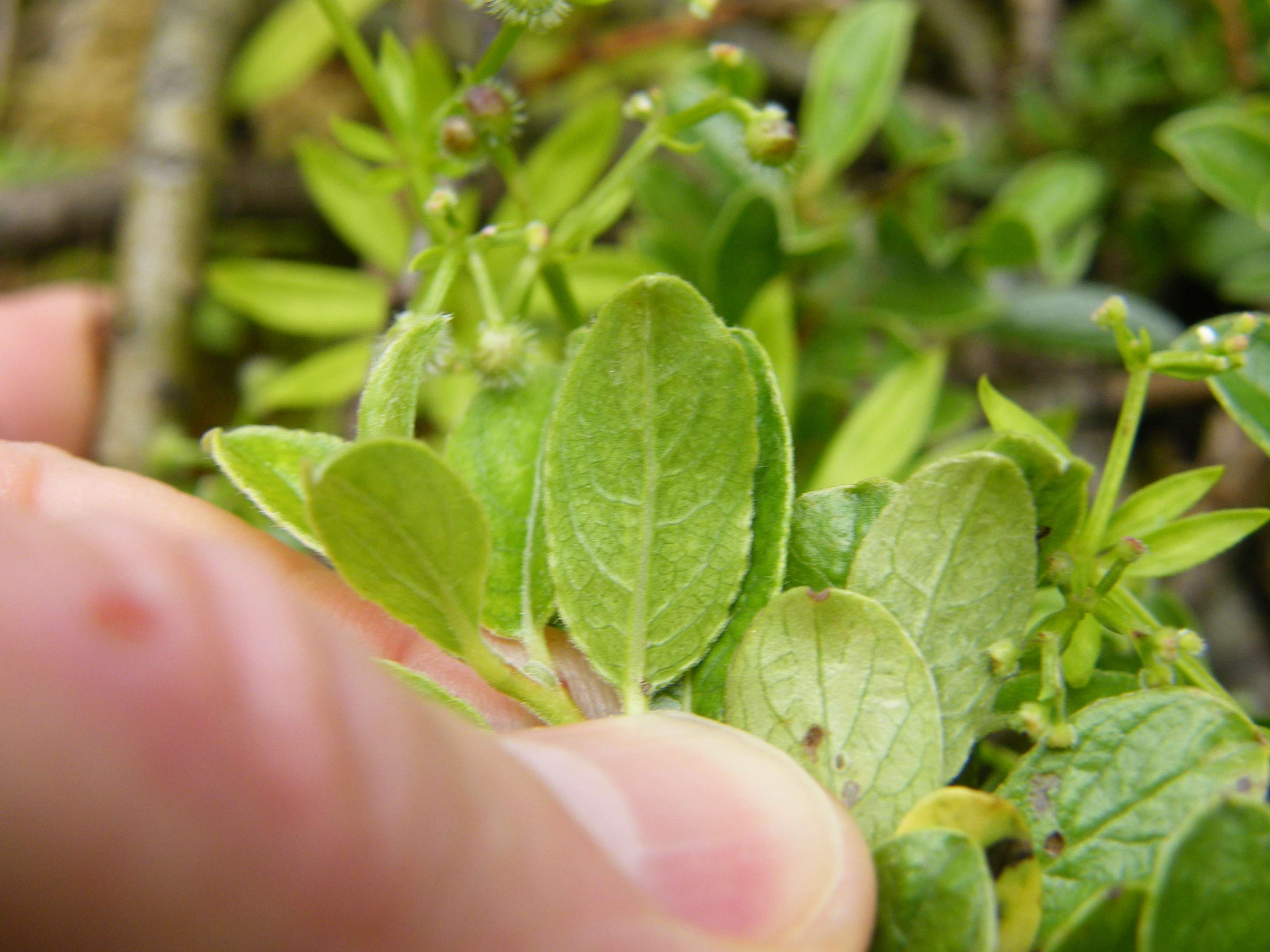
Undersidan av bladen.

## Utbredning
Risvide växer i de nordliga delarna av Europa, som i de skandinaviska länderna och i Skottland. Även i Sibirien återfinns risvide.
Risvide trivs i mark som är rik på kalk och näringsämnen. Marken bör även vara fuktig och mullrik, därför växer ofta risvide i fjälltrakten helst över 600 meters höjd så att växten även får mycket sol. 
I Sverige är risvide ganska sällsynt, speciellt söder om Uppland. Plantering i kruka är mer förekommande.

## Latinskt namn
Namnet arbuscula introducerades av Carl von Linné som upptäckte växten år 1737 i Lappland. Namnet betyder litet träd och används trots att växten är en buske.